# Conservatorio de Castella
El Conservatorio de Castella, más conocido como Conservatorio Castella, es un instituto de artes ubicado en Heredia, Costa Rica. 
En 2016 fue declarado por la Asamblea Legislativa como Institución Benemérita de la Educación costarricense, y también dispuso el establecimiento de sedes de la escuela en cada una de las siete provincias de Costa Rica.

## Historia
En 1943, Carlos Millet de Castella murió y dejó un legado de ₡100.000 y un terreno para crear un Conservatorio de Música en San José llamado en honor a su madre, Elena de Castella Canillo.
Especificó que la junta directiva debía tener miembros nombrados por la Secretaría de Educación Pública (ahora Ministerio de Educación Pública), la Asociación Cultural de Músicos, la Asociación de Artistas y Escritores y el Banco Nacional de Seguros. En 1947, se creó la Asociación Conservatorio de Castella y los tribunales transfirieron la propiedad y los fondos a la asociación.
Arnoldo Herrera González, quien fuera director de la Orquesta Sinfónica Nacional, fue designado para dirigir la escuela en 1950 por el Ministerio de Educación. El 25 de noviembre de 1953, se completaron las primeras instalaciones del conservatorio y fueron inauguradas en una ceremonia a la que asistieron el presidente José Figueres; el arzobispo de San José; el ministro de Educación; y Herrera.
Habiendo crecido en una era en la que los artistas no eran apoyados ni bien considerados por la sociedad, Herrera quería crear una institución que promoviera el arte y los artistas de todas las clases sociales. El modelo pedagógico utilizado por Herrera era uno que combinaba la educación académica, artística y científica para desarrollar estudiantes con una pasión y sentido crítico de la vida, responsabilidad social y felicidad.  Inspirado por el método Montessori, Herrera creía que "El secreto de la educación reside en la libertad. Si hay libertad, hay creatividad, y si hay creatividad, hay trascendencia".
Las primeras clases se impartieron en 1954, en el edificio que ahora es el Teatro Arnoldo Herrera. Los estudiantes recibían formación académica por la mañana y después del almuerzo recibían formación artística interdisciplinaria, que podía incluir danza, pintura, música o estudio folclórico. Se construyó un nuevo campus y la escuela se mudó a Barreal de Heredia, en el cantón de Ulloa, en 1974.

## Actualidad
El Conservatorio es ahora una institución pública que promueve el desarrollo artístico junto con la educación formal designada por el Ministerio de Educación Pública para estudiantes de primaria y secundaria. Los estudios artísticos primarios disponibles incluyen cursos en arquitectura, danza, folclore, literatura, poesía, música, pintura, escultura, teatro y artes audiovisuales.